# Howard P. Becker
Howard Paul Becker (9. prosinca 1899. – 8. lipnja 1960.) bio je američki sociolog, te također, profesor sociologije na Sveučilištu Wisconsin–Madison.

## Životopis
Becker je bio sin Charlesa Beckera, zloglasnog korumpiranog njujorškog policajca, optuženog za ubojstvo, te smaknutog na električnoj stolici 1915. godine. Kao znanstvenik, bavio se raznim temama, a najpoznatiji je po svojoj knjizi Čovjek u uzajamnosti (Man in Reciprocity), te razmatranjima na području sociologije religije, gdje počinje upotrebljavati termin kult umjesto, do tada uobičajenog, Troeltschovog izraza mistika. Nedugo prije smrti bio je izabran za predsjednika Američkog sociološkog udruženja.

## Djela
- Early generalizations concerning population movement and culture contact: Prolegomena to a study of mental mobility (1933.)
- The peoples of Germany (1944.)
- Family marriage and parenthood (1944.)
- Man in society: Introductory lectures for Sociology I, University of Wisconsin (1946.)
- In defense of Morgan's "Grecian gens": Ancient kinship and stratification  (1950.)
- Church and state in the cosmos of Crete (1950.)
- Modern sociological theory in continuity and change (1957.)
- Social through form lore to science (1961.)
- Through values to social interpretation (1968.)
- Man in reciprocity (1973.)
- German youth: Bond or free (1976.)